# Yuriorkis Gamboa
Yuriorkis Gamboa Toledano (Guantánamo, 1981. december 23. –) kubai ökölvívó.

## Eredményei
- 2000-ben kubai bajnok papírsúlyban. A döntőben Yan Barthelemít győzte le.
- 2001-ben ezüstérmes a kubai bajnokságon papírsúlyban. A döntőben Yan Barthelemítől szenvedett vereséget.
- 2002-ben ezüstérmes a kubai bajnokságon papírsúlyban. A döntőben Yan Barthelemítől szenvedett vereséget.
- 2003-ban kubai bajnok légsúlyban.
- 2003-ban aranyérmes a pánamerikai játékokon légsúlyban.
- 2004-ben kubai bajnok légsúlyban.
- 2004-ben olimpiai bajnok légsúlyban.
- 2005-ben bronzérmes a világbajnokságon pehelysúlyban.
- 2006-ban kubai bajnok pehelysúlyban.
- négyszeres kubai bajnok (2000, 2003, 2004, 2006)

## Profi karrierje
Két másik olimpiai bajnokkal, Yan Barthelemível és Odlanier Solíssal elhagyta a Venezuelában edzőtáborozó kubai válogatottat, és az Amerikai Egyesült Államokba emigrált. Mindhárman leszerződtek a hamburgi Arena Box-Promotionhoz. 2007. április  27-én vívta első profi mérkőzését.  
- 14 mérkőzés: 14 győzelem (12KO)